# Thesium cymosum
Thesium cymosum är en sandelträdsväxtart som beskrevs av Arthur William Hill. Thesium cymosum ingår i släktet spindelörter, och familjen sandelträdsväxter. Inga underarter finns listade i Catalogue of Life.